# Jelena Jovanova
Jelena Jovanova (Banja Luka, 21. listopada 1984.) je makedonska kazališna, televizijska i filmska glumica.

## Životopis
Rođena u Bosni i Hercegovini, odrasla je u Makedoniji, te trenutno živi u Hrvatskoj. 
Diplomirala je glumu na Akademiji dramskih umjetnosti u Skopju.
Godine 2002. proglašena je najboljom mladom makedonskom glumicom. Od 2006. član je ansambla Makedonskog narodnog teatra u kojem je odigrala preko dvadeset i pet glavnih uloga.
Na velikom platnu debitirala je kod irske redateljice Juanite Wilson u filmu Kao da me nema, koji je bio irski kandidat za 84. dodjelu Oscara.
2010. igra u U zemlji krvi i meda, redateljskom debiju Angeline Jolie nominiranom za najbolji strani film na 69. dodjelama Zlatnog globusa. S tim filmom postaje prva makedonska glumica koja se pojavila u hollywodskoj produkciji. 
Hrvatska publika imala ju je priliku upoznati kroz seriju Tajne u kojoj je igrala glavnu ulogu. 
U braku je sa Stjepanom Perićem s kojim ima dvoje djece.

## Filmografija

### Filmske uloge
| Godina | Naslov                   | Uloga     | Bilješke |
| ------ | ------------------------ | --------- | -------- |
| 2019.  | Homo                     |           |          |
| 2019.  | Willow                   |           |          |
| 2018.  | Black and White          |           |          |
| 2018.  | Hey                      |           |          |
| 2018.  | The Witch Hunters        |           |          |
| 2018.  | El Desentierro           |           |          |
| 2017.  | Iron Story               |           |          |
| 2016.  | Ustav Republike Hrvatske | Policajka |          |
| 2016.  | Dijete                   |           |          |
| 2015.  | Ckopa                    |           |          |
| 2012.  | Treće poluvrijeme        |           |          |
| 2012.  | Skopje Remix             |           |          |
| 2011.  | U zemlji krvi i meda     |           |          |
| 2010.  | Kao da me nema           |           |          |

### Televizijske uloge
| Godina        | Naslov             | Uloga           | Bilješke             |
| ------------- | ------------------ | --------------- | -------------------- |
| 2019.         | Pagan Peak         | Ivana           | gostujuća uloga      |
| 2016. – 2019. | Prespav            | Jelena          | glavna uloga         |
| 2017.         | Na Terapiji        | Milena          | glavna uloga         |
| 2017.         | Insajder           | Iskra           | gostujuća uloga      |
| 2015.         | Kud puklo da puklo | Nadalija Žulj   | gostujuća uloga      |
| 2014.         | Pet na pet         | Jelena Jovanova | gošća natjecateljica |
| 2013. – 2014. | Tajne              | Marina Franić   | glavna uloga         |

## Vanjske poveznice
- Jelena Jovanova, imdb.com